# Barragem Doutor

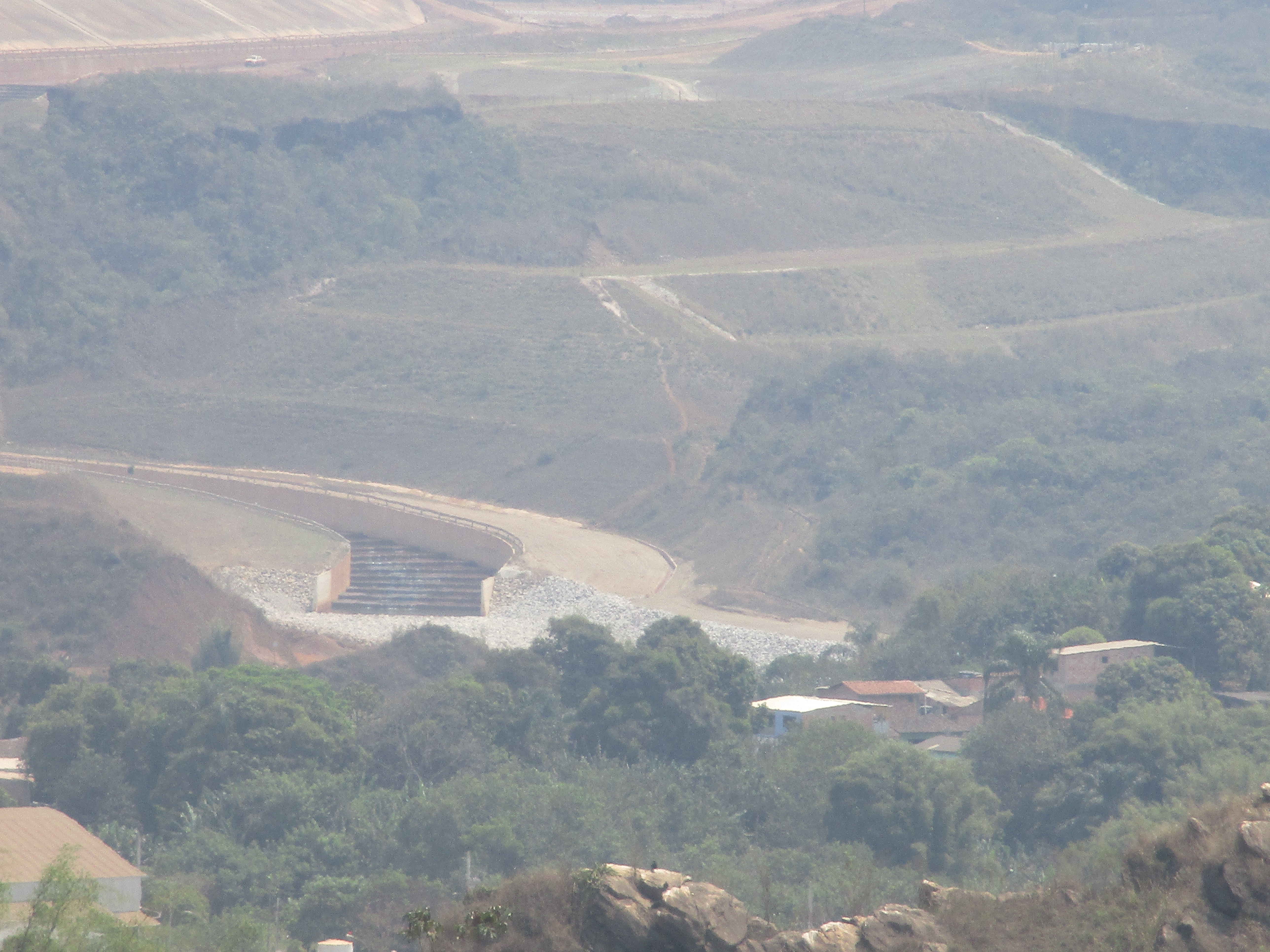
Vista da Barragem Doutor a partir da Gruta da Lapa.

Barragem Doutor é uma estrutura de contenção de rejeitos de mineração localizada no estado de Minas Gerais, no distrito ouro-pretano de Antônio Pereira. A barragem é operada pela empresa Vale S.A., uma das maiores mineradoras do mundo. Atualmente, ela é considerada de risco. Sirenes foram instaladas localmente, e podem tocar a qualquer momento caso a barragem estoure.  Apesar do rompimento ocorrido em Bento Rodrigues ser associado mais associado a Mariana, a Barragem de Beto fica fisicamente mais perto de Antônio Pereira. Muitos moradores de Antônio Pereira morreram no rompimento.

## Construção da barragem
A barragem foi construída para armazenar rejeitos provenientes da extração de minério de ferro. Seguiu os padrões de segurança vigentes à época, mas, como muitas outras barragens de rejeitos, tem sido, atualmente, alvo de preocupações ambientais e de segurança. A população do distrito tem se manifestado políticamente, buscando mais segurança perante a instabilidade da dita barragem.

### Estrutura
A barragem é composta por um maciço de terra compactada e possui um sistema de drenagem para controlar a pressão da água interna. A altura e a capacidade de armazenamento da barragem são projetadas para suportar grandes volumes de rejeitos.[carece de fontes?]

### Ações futuras
A mineradora Vale está realizando a descaracterização da Barragem do Doutor, com previsão de conclusão em 2029. Até junho de 2023, 500 pessoas receberam indenizações totalizando R$ 136 milhões. Além das indenizações, a comunidade recebe projetos estruturantes, como o Programa FortaleSer e o Projeto Horizonte, que visam capacitar e apoiar empreendedores locais. A Vale também está eliminando outras barragens a montante na região, com 12 das 30 estruturas previstas já desmanchadas desde 2019. A barragem tem 35 milhões de m³ em lama. Em fevereiro de 2024, as obras estavam em 30% rumo à desativação da barragem.

## Impacto ambiental
A operação da barragem tem impactos significativos no meio ambiente, incluindo a alteração do curso de rios e a potencial contaminação de corpos d'água. A Vale tem implementado medidas de mitigação para reduzir esses impactos, como programas de reflorestamento e monitoramento contínuo da qualidade da água.[carece de fontes?]

## Segurança

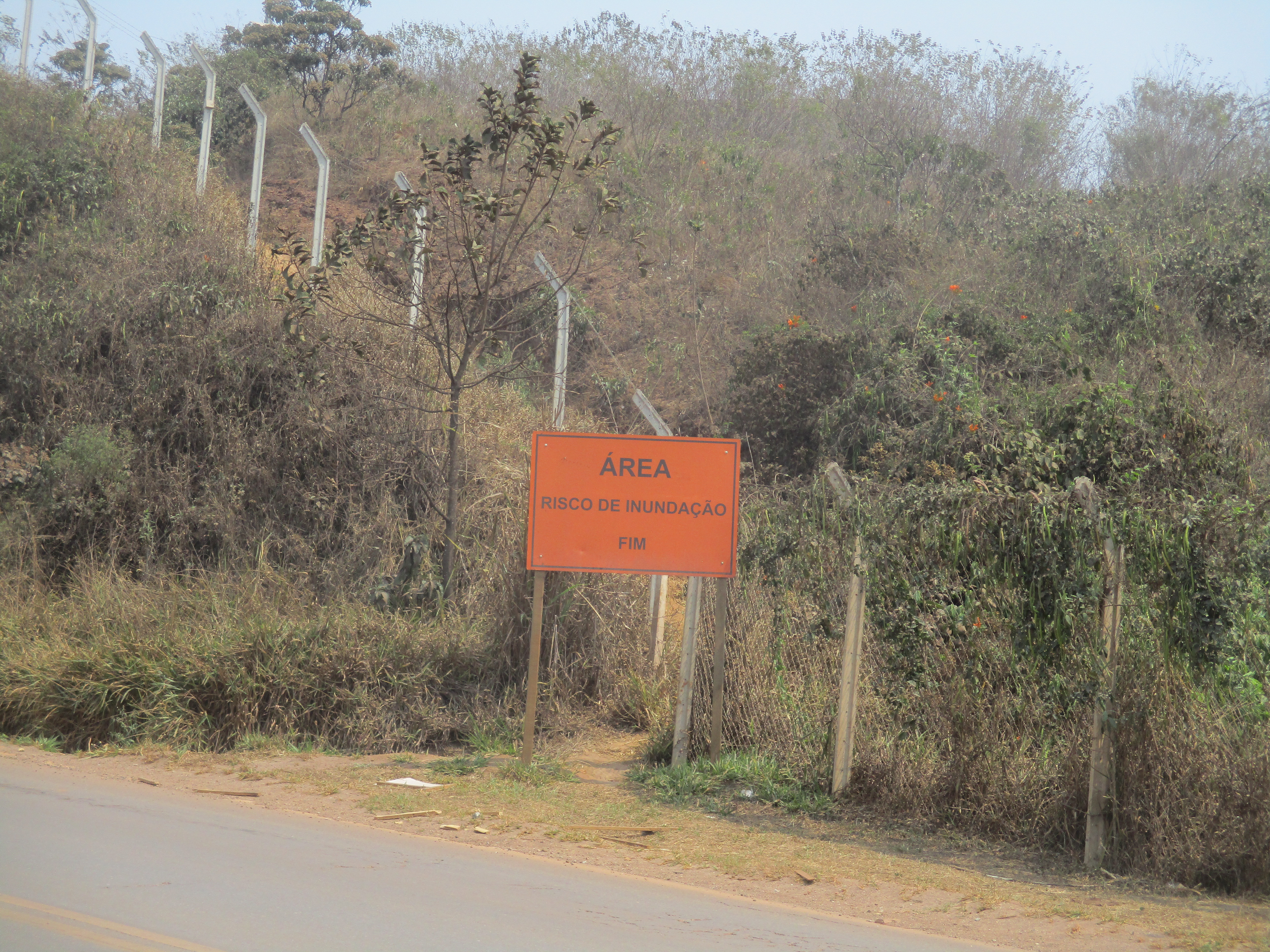
Aviso na Vila Samarco, barragem doutor. Na Estrada Real, ao lado da Lagoa do Jacaré.

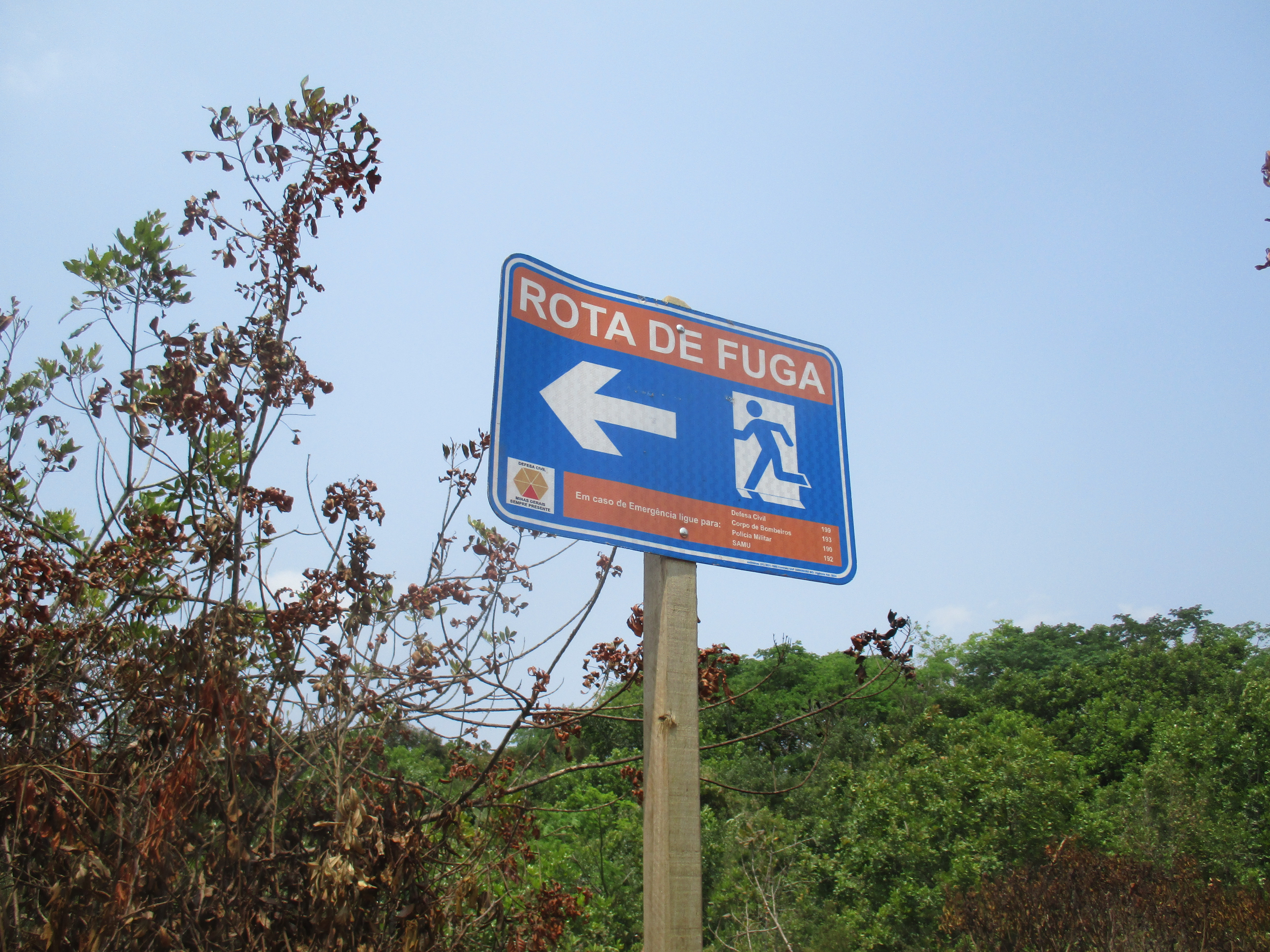
Placas da Vale (Antônio Pereira). Essa placas estão em quase o território, e indica para onde correr em caso de rompimento.

Após o rompimento de outras barragens de rejeitos no Brasil, a segurança da Barragem do Doutor tem sido rigorosamente monitorada, depois da pressão do Ministério Público, e dos moradores locais. Inspeções regulares e a implementação de tecnologias de monitoramento são realizadas para garantir a integridade da estrutura. Atualmente, existem sirenes para alertar em caso de rompimento, e pontos de encontro, isso inclui ações de treinamento constante da população local em como agir em caso de rompimento, que pode ocorrer a qualquer momento.
A elevação do nível de risco da Barragem Doutor, levou ao acionamento do Plano de Ações Emergenciais para Barragens de Mineração (PAEBM). Este aumento de risco, junto com o histórico de rompimentos de barragens da Vale em Mariana (2015) e Brumadinho (2019), motivou o Ministério Público Estadual de Minas Gerais a adotar medidas preventivas, como o direito à  Assessoria Técnica Independente (ATI). Essas assessorias são essenciais para garantir a participação efetiva das comunidades atingidas nos processos de reparação e para evitar novos desastres socioambientais e econômicos.
Pesquisadores da Universidade Federal de Ouro Preto, em 2023, analisaram a gestão do risco mineral no distrito, sob a perspectiva da governamentalidade neoliberal, focando nas Zonas de Auto Salvamento (ZAS). A barragem Doutor, da Vale S.A., entrou em risco de rompimento em 2020, levando a remoções emergenciais nas ZAS, áreas onde não há tempo para intervenção externa em caso de rompimento. O Plano de Ação de Emergência da Barragem de Doutor (PAEBM) e as ZAS são investigados como ferramentas estratégicas que servem aos interesses das mineradoras, questionando-se a quem realmente beneficiam essas zonas de auto salvamento.

### Remoção de pessoas em zona de risco
A questão da remoção das pessoas se arrasta até hoje (2024). O maior conflito são o não pagamento dos valores combinados, ou adequado, a remoção de pessoas sem um critério claro, pessoas reclamam de serem removidas de forma aleatória, falta de transparência da Vale, falta de interesse em comunicar com a comunidade abertamente. O principal problema é a falta de transparência. No ano de 2022, a Vale fez uma reunião local para mostrar a nova mancha, resultado de pesquisa, mas nunca publicou os resultados em um revista científica, menos ainda, abriu para outros pesquisadores sem conflito de interesse. O objetivo era acalmar a população, mas isso não incluir deixar informações em como a pesquisa foi feita. 
Em 2022, quando foi apresentado a nova mancha, os moradores de Antônio Pereira não aceitaram os novos resultados. Em 2020, como exemplo, a Vale se recusou a falar com a comunidade abertamente.
Em 2021, 61 famílias, foram removidas de suas casas por medida de segurança devido ao aumento do nível de emergência da Barragem Doutor, da Mina de Timbopeba, que estava em processo de descaracterização. A Defesa Civil de Minas Gerais já havia evacuado 14 famílias em fevereiro, e agora todas as famílias da área serão retiradas até 30 de abril. A remoção será feita de forma coordenada, respeitando as medidas de segurança contra a COVID-19, e as famílias receberão apoio da Vale, incluindo aluguel de casas, pagamento de contas e uma doação de 5 mil reais por núcleo familiar. 
A Vale anunciou em 2020 a ampliação da Zona de Autossalvamento (ZAS) da Barragem Doutor, localizada em Antônio Pereira, Ouro Preto, devido a novos estudos de segurança. Como resultado, 75 novas famílias precisarão ser realocadas, além das 78 já removidas. A mineradora, em conjunto com a Defesa Civil, afirmou que começara a orientar os moradores sobre os próximos passos a partir de 13 de agosto de 2024. A comunidade expressou revolta pela falta de transparência no processo, pois apenas uma representante foi convidada para a reunião de apresentação da nova mancha de inundação.

## Mancha da Barragem Doutor
No dia 10 de setembro de 2024, utilizando o Google Maps, foi medida a circunferência da Barragem Doutor da Vale. A área total calculada a partir dessa marcação foi de 1,98 km². Para se ter noção, comparando ao território do Vaticano é cerca de 4,5 maior. Devido a pressões externas, da população, entidades e Ministério Público, a Vale tem trabalhado para reduzir a mancha gerado pela mineradora.
A distância entre a borda da barragem e o centro mais próximo com pessoas é de 629,47 m (2.065,20 pés). Uma pessoa leva  7 minutos para sair do centro a pé e chegar na borda (a velocidade média de uma pessoa caminhando é 1,4-1,5 m/s). Ou seja, quando a sirene soar, as pessoas tem 30 minutos para evacuarem, sem considerar a velocidade adicional que as montanhas podem dar, aumentando a velocidade de escoamento.[carece de fontes?]
Tamanho estimado de Antônio Pereira:    
- Área total: 2.31 km² (24,852,808.84 ft²).  A barragem ocupa um espaço de 86%, comparando as duas áreas. Isso significa que o tamanho de Antônio Pereira e a Barragem doutor são quase equivalentes;
- Perímetro: 8.78 km (5.45 mi) - comparado com a barragem, temos 104%. Isso significa que o perímetro da barragem é maior do que o perímetro de Antônio Pereira.

### Mancha da Barragem do Doutor em caso de rompimento
Em caso de rompimento da barragem, isso baseado em cálculos pela própria Vale, parte de Antônio Pereira ficaria debaixo de lama, incluindo uma boa porção da Vila Samarco. Em um cálculo feito por consultoria SLR, a mancha hipotética é bem maior do que a Vale estima. Isso ocorre quando a pessoa fazendo a pesquisa tem conflito de interesse, nesse caso, a Vale.